# 戴夫·溫菲爾德
大衛·馬克·溫菲爾德（英語：David Mark Winfield，1951年10月3日—），為美國職棒大聯盟的右外野手。22年職棒生涯曾效力過教士、洋基、天使、藍鳥、雙城與印地安人等隊。1992年，溫菲爾德在世界大賽敲出致勝安打，幫助藍鳥隊拿下首座世界大賽冠軍。
溫菲爾德生涯共入選12次明星賽，7次金手套獎與6次銀棒獎。教士隊也將他的31號球衣永久退役，而他也於2001年入選名人堂。

## 職業生涯

### 聖地牙哥教士
1973年美國職棒大聯盟選秀，溫菲爾德於第一輪第四順位被教士隊選走。溫菲爾德完全沒有在小聯盟出賽，就直接上大聯盟。雖然他一開始是個投手，不過球隊後來讓他擔任右外野手。菜鳥球季他出賽56場比賽，打擊率為2成77。
1977年開始，他成為教士隊的全明星球員。1978年，他成為教士隊的隊長。1979年，他的打擊率高達3成08，並敲出34轟與118分打點。1980年球季結束後，溫菲爾德成為自由球員。

### 紐約洋基
1981年，洋基隊老闆喬治·史坦布瑞納給了溫菲爾德一張10年2300萬美元的合約，他也成為了當時最高薪的球員。然而史坦布瑞納後來卻搞錯簽約金，最後只給了他1600萬美元的合約。這也讓史坦布瑞納背負欺騙的臭名。
1981年美國聯盟分區賽，溫菲爾德的打擊率高達3成50，並且屢屢送出防守美技，最後洋基3連勝橫掃釀酒人。不過溫菲爾德接下來兩輪比賽越打越爛，洋基雖然通過了美聯冠軍賽，但最後在世界大賽輸給了道奇。當時溫菲爾德在世界大賽有著全隊最多的打數，卻只敲出一支安打，而他還很幽默的詢問安打球的下落。結果史坦布瑞納不但不懂他的幽默，還將他罵了一頓。
1982年，溫菲爾德敲出了生涯新高的單季37轟。1983年8月4日，溫菲爾德在5局上開打前，與隊友進行傳接球時，不小心砸死了一隻海鷗。他也因此被以殘害動物罪罰以500元美金的罰款。後來因為罰款問題造成溫菲爾德錯過了球隊的巴士，藍鳥隊的總教練甚至還親自將溫菲爾德送到他休息的地方。休賽季時，溫菲爾德也回到了多倫多並捐贈了兩幅圖畫給當地的慈善團體。他的行為也讓他獲得藍鳥球迷的尊重。
1981年至1984年間，溫菲爾德可說是大聯盟的打點製造機。其中他在1984年還與隊友唐·馬丁利爭奪打擊王寶座。最後溫菲爾德以3成40的打擊率惜敗給馬丁利的3成43。
1985年，由於之前溫菲爾德在季後賽沒能繳出好表現，洋基老闆史坦布瑞納還對記者說：「我們需要的是像瑞吉·傑克森一樣的九月先生或十月先生，而不是像溫菲爾德一樣的五月先生。」這也讓溫菲爾德和史坦布瑞納的關係變得緊張。
1980年代後期，史坦布瑞納會常常在記者會面前故意貶低溫菲爾德，也會講出假故事惡意減損他的身價，最後他甚至強迫洋基讓溫菲爾德坐板凳。史坦布瑞納也曾多次嘗試將他交易，但是因為溫菲爾德有10-5條款(10年的大聯盟加上至少5年待在同一個球隊)而不得被交易。儘管陷入交易疑雲，溫菲爾德依舊在洋基繳出好表現。1982年至1988年，他每一年都入選明星賽。他也在這段期間獲得5次金手套獎。
1989年，溫菲爾德因為背傷而導致球季報銷。1990年，由於史坦布瑞納被發現在私底下付了四萬美元給了賭徒Howard Spira，要求他散播中傷溫菲爾德的不實消息。最後史坦布瑞納被判處3年內不得參與洋基事務。不過這個禁令隨著溫菲爾德的交易後就停止了。

### 加州天使
1990年球季中，洋基隊用溫菲爾德向天使隊交易麥克·威特。溫菲爾德也在這年拿下運動新聞報年度東山再起球員獎。他於1991年6月達成完全打擊，並且在雙城隊主場敲出生涯400轟。

### 多倫多藍鳥
儘管已經超過40歲，溫菲爾德依舊是位可怕的強打者。1992年，他的打擊率為2成90，並敲出26轟與108分打點，拿到了美聯指定打擊的銀棒獎。
最後藍鳥在這年拿下首次美聯冠軍，溫菲爾德也打破了外界對他「季後賽軟手」的印象。世界大賽第6場，溫菲爾德在11局敲出了致勝安打，幫助藍鳥拿下隊史首冠。溫菲爾德也因此被球迷封為「藍鳥先生」（Mr. Jay，由當年洋基隊老闆嘲笑他的時候所用的Mr. May改編而來）。他也以41歲之齡成為史上第三老能在世界大賽擊出長打的球員，僅次於羅斯（1983年G4，費城人）和史勞特（1957年G1，洋基）。

### 明尼蘇達雙城
拿下冠軍後，溫菲爾德回到家鄉打球，加入了雙城隊。儘管當年他已41歲，不過他仍出賽143場比賽，打擊率為2成71，並敲出了21轟。1993年9月16日，溫菲爾德敲出了生涯3000安。

### 克里夫蘭印地安人
1994年8月12日，大聯盟發生了有史以來最嚴重的罷工事件。溫菲爾德也在8月31日被交易至印地安人，換來一名日後指定球員。不過因為罷工事件一直延燒，大聯盟賽季因而被限縮。雙城與印地安人為了完成溫菲爾德的交易，於是兩隊的執行長便挑了一天共進晚餐。溫菲爾德的交易案後來也被笑稱是用球員換一頓晚餐的交易。
1995年，溫菲爾德成為了大聯盟當時現役最老的球員。該年他僅出賽46場比賽，打擊率為1成91。而他沒有被選入印地安人的季後賽陣容內，球季結束後他也宣布退休。

## 生涯打擊紀錄
| 出賽次數 | 打席  | 打數  | 得分 | 安打 | 二安 | 三安 | 全壘打 | 打點 | 盜壘 | 保送 | 三振 | 打擊率 | 上壘率 | 長打率 | 守備率 |
| -------- | ----- | ----- | ---- | ---- | ---- | ---- | ------ | ---- | ---- | ---- | ---- | ------ | ------ | ------ | ------ |
| 2973     | 12358 | 11003 | 1669 | 3110 | 540  | 88   | 465    | 1833 | 223  | 1246 | 1686 | .283   | .356   | .475   | .982   |

## 個人生活
1996年，溫菲爾德加入了福斯體育台，成為了體育分析員。2001年至2013年間，他都待在教士隊工作。2014年年明星賽在雙城隊主場舉辦，溫菲爾德與他的同鄉球員喬·莫爾、保羅·莫里特和Jack Morris一同參與全壘打大賽開球儀式。
目前他與妻子以及3個小孩現居於加州，2022年9月，當亞伯特·普荷斯在道奇隊主場擊出700轟時，溫菲爾德夫妻兩人也有到場觀戰。

## 外部連結
- 球員資訊和成績在MLB，ESPN，Baseball-Reference，Fangraphs（英文）
- 戴夫·溫菲爾德在台灣棒球維基館上的頁面（繁體中文）